# Sunny Rollsdorf

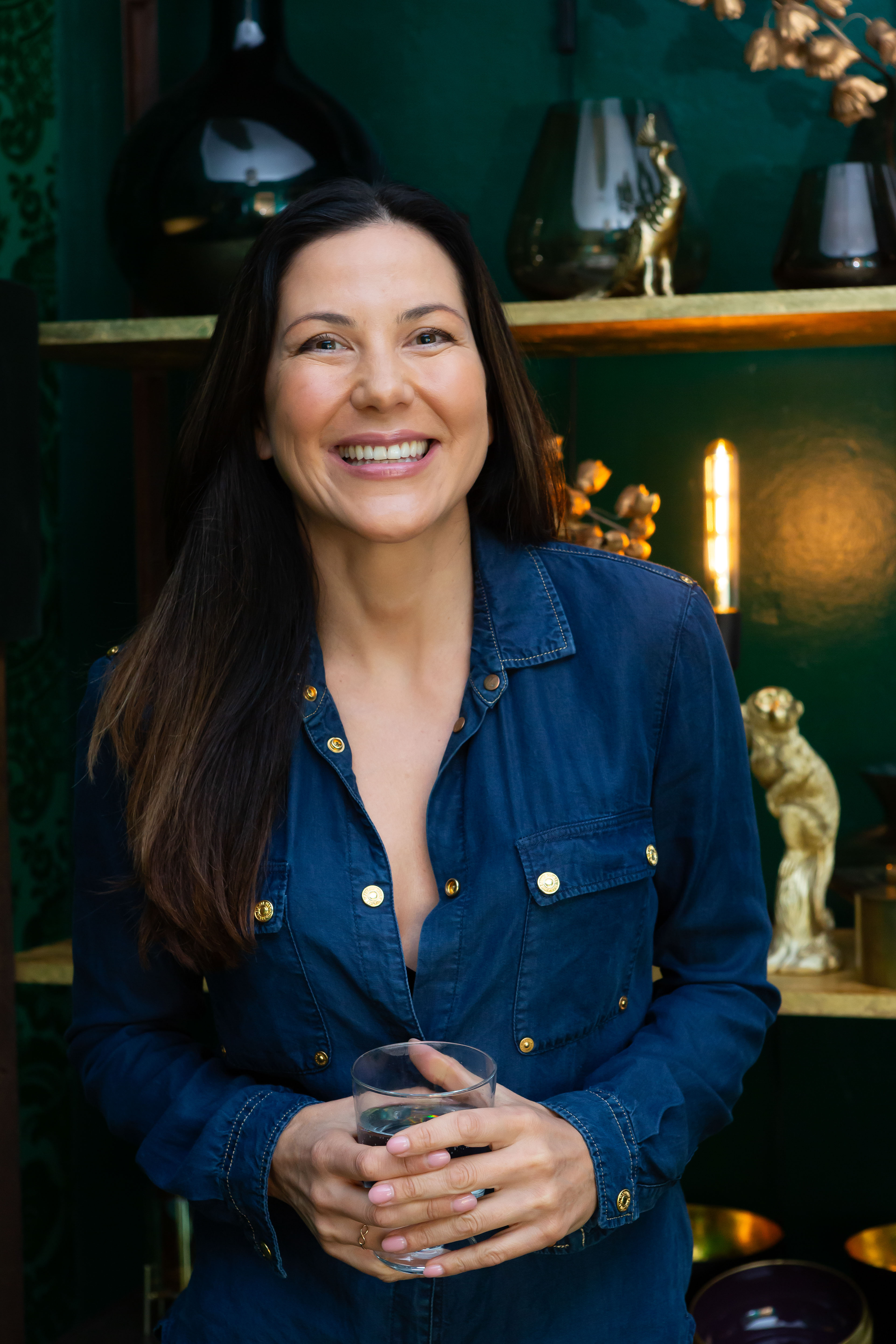
Sunny Rollsdorf

Sunny Rollsdorf, eigentlich Sonja Rolsdorph (* 11. Juli 1974 in Salzkotten), ist eine deutsche Schauspielerin, Sängerin und ausgebildete Musicaldarstellerin. Bekannt wurde sie einem breiteren Publikum als Schauspielerin in der Seifenoper Unter uns.

## Leben
Rollsdorf hat mütterlicherseits südkoreanische und väterlicherseits skandinavische Wurzeln. Aufgewachsen ist Sunny Rollsdorf im ländlichen Hochsauerlandkreis in der Nähe von Arnsberg.
Während der Schulzeit erhielt Sunny Rollsdorf eine vierjährige klassische Gesangsausbildung bei Anita Richartz-Freitag in Arnsberg und nahm Klavier- und Tanzunterricht.
Nach dem Abitur absolvierte sie von 1994 bis 1997 mit einem Stipendium an der Stage School of Music, Dance and Drama in Hamburg eine Ausbildung zur Musical-Darstellerin und Schauspielerin.  

## Film und Fernsehen
Sunny Rollsdorf spielte nach ihrer Musicalausbildung verschiedene Produktionen wie Zwei Männer am Herd, Herzschlag – Das Ärzteteam Nord, Aus gutem Haus, Alphateam und St. Angela.
2000 war sie mit mehreren kleineren Auftritten in mehreren Produktionen vertreten, darunter Die Pfefferkörner, Doppelter Einsatz und Bronski und Bernstein.
Rollsdorf spielte die Nebenrolle der Daniela Fischer in der Serie Unter uns von Folge 2013 (24. Januar 2003) bis zum Tod der Figur in Folge 2433 (27. September 2004).

## Werk

### Filmografie (Auswahl, Fernsehserien)
- 1999: Alphateam – Die Lebensretter im OP (eine Folge)
- 1999: Herzschlag – Das Ärzteteam Nord (eine Folge)
- 2000: Salto Kommunale (eine Folge)
- 2000: St. Angela (eine Folge)
- 2000: Doppelter Einsatz (eine Folge)
- 2001: Die Pfefferkörner (eine Folge)
- 2001: Bronski und Bernstein (eine Folge)
- 2001: Für alle Fälle Stefanie (eine Folge)
- 2003–2004: Unter uns (99 Folgen)
- 2006: Verbotene Liebe (vier Folgen)
- 2024: Ulrich Wetzel – Das Strafgericht (Folge 268)

### Theaterdarstellungen
- 1997: Die Heirat (N. Gogoll) mit dem Teatron-Theater (Arnsberg), Regie: Heribert Czerniak
- 1997: Oscar – Die Kinorevue am Schmidts Tivoli in Hamburg, Regie: Thomas Matschoß[3]
- 1998/99: Fifty Fifty[4] am Schmidts Tivoli in Hamburg, Regie: Uwe Nielsen
- 2000/01: Sixty Sixty am Schmidts Tivoli in Hamburg, Regie: Corny Littmann